# Joya de Cerén
Joya de Cerén az egykori maja civilizáció délkeleti részének egyik települése volt. Romterülete a mai Salvador nyugati részén fekszik, az azonos nevű falu mellett, San Salvador és Santa Ana között. 1993 óta az UNESCO kulturális világörökségének része.
A település i. sz. 600 körül a Lagura Calderon vulkán kitörése következtében elpusztult, vastag hamuréteg alá került és 1976-os felfedezéséig háborítatlan maradt. A település lakosainak számát néhány száz főre becsülik, akik földműveléssel foglalkoztak. Feltárások 1978-ban kezdődtek, és a kitűnő állapotban megmaradt romok alapján rekonstruálhatóvá váltak a mintegy 1400 évvel ezelőtt itt élő emberek hétköznapjai. Emberi maradványok nem kerültek elő, a lakosok feltételezhetően a vulkánkitörést megelőző földrengés hatására elmenekültek. Összesen tizenhét épületet ástak ki, köztük lakóépületeket, raktárakat, műhelyeket és konyhákat. A zsúpfedeles, agyagtéglából készült épületek csoportosan helyezkednek el. Az épületek mellett konyhakertek, gyümölcsöskertek maradványait azonosították, valamint a világ legrégebbi maniókaföldjét. A közösségi épületek közül egy nagyobb csarnok, egy fürdő és két, feltehetően gyógyítási célra használt épület maradványai kerültek elő. A lakosok menekülés közben hátrahagyott mindennapi eszközei majdnem ép állapotban maradtak meg, közülük kerámiatárgyak, kő-, fa- és csonteszközök, kerti szerszámok, takarók és vallási jellegű tárgyak.

## Képek

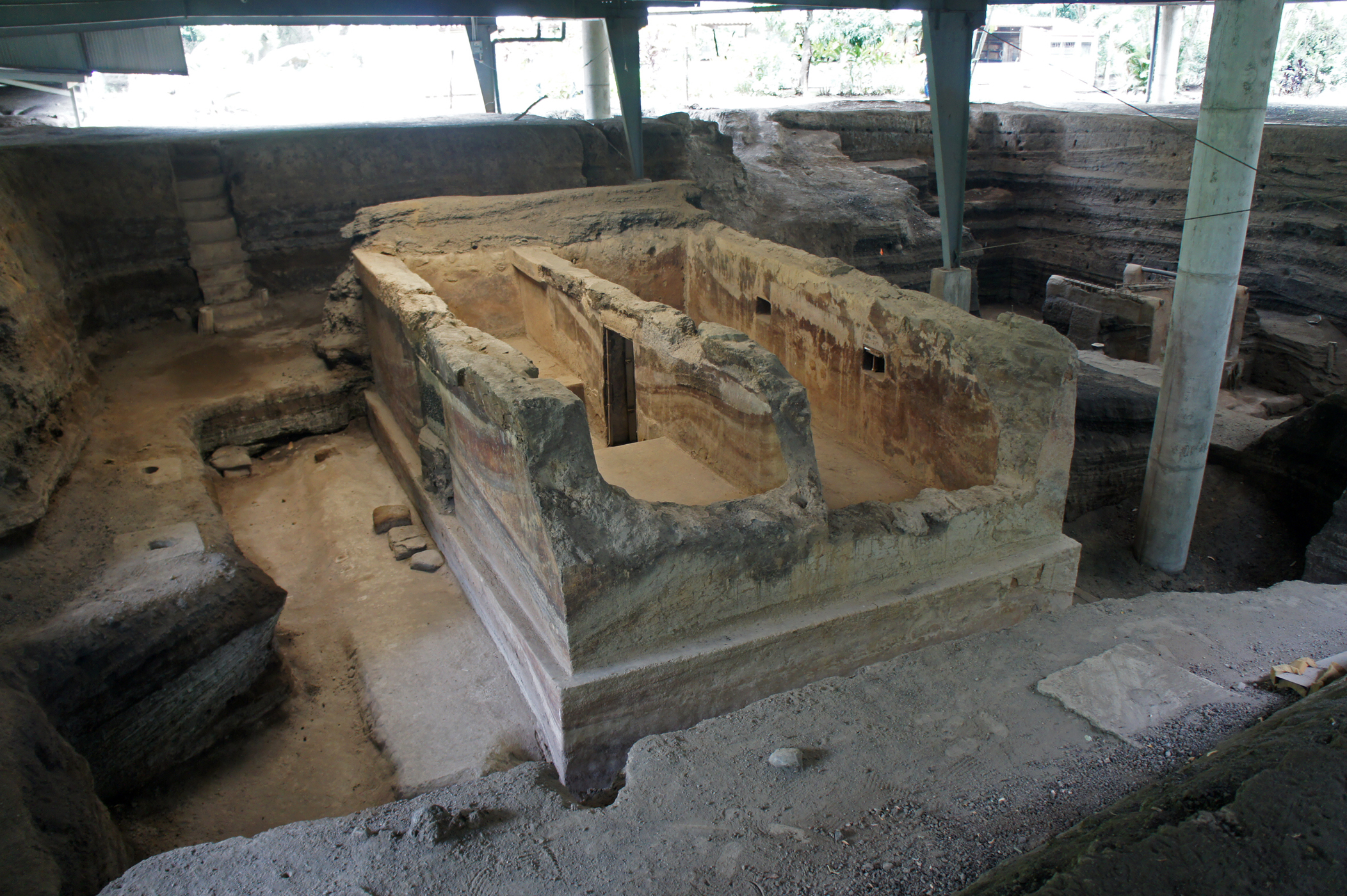
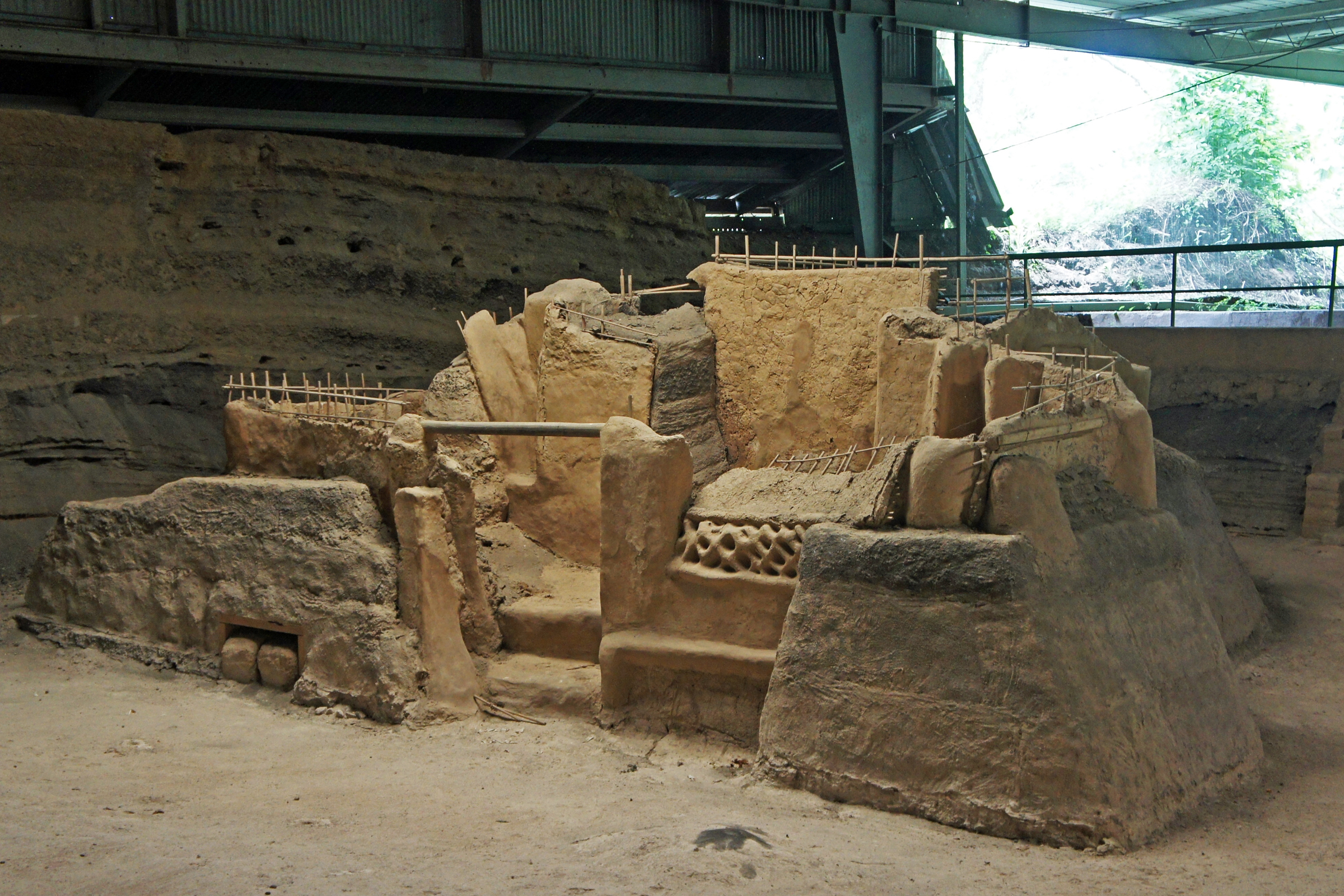
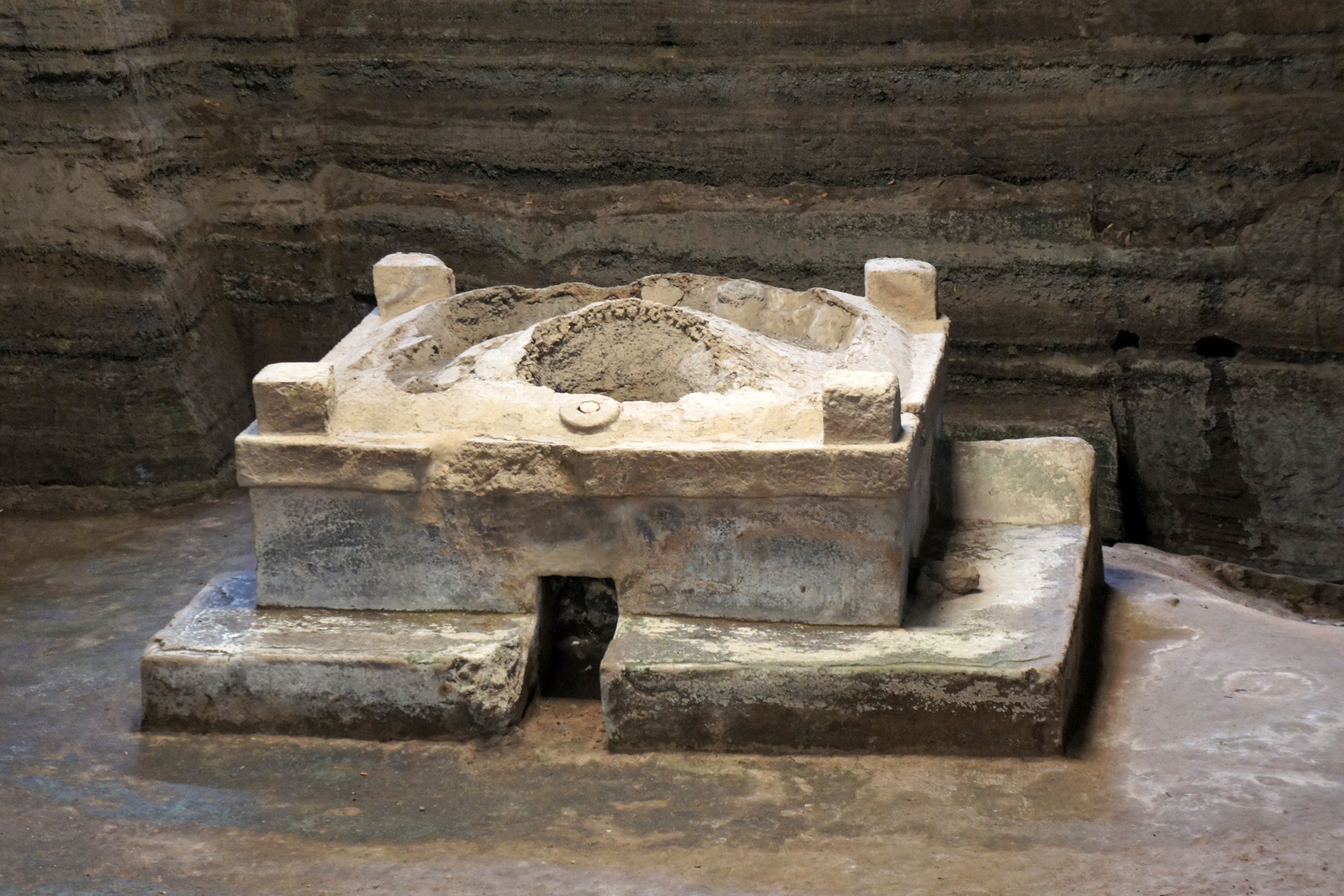
Egy temazcal
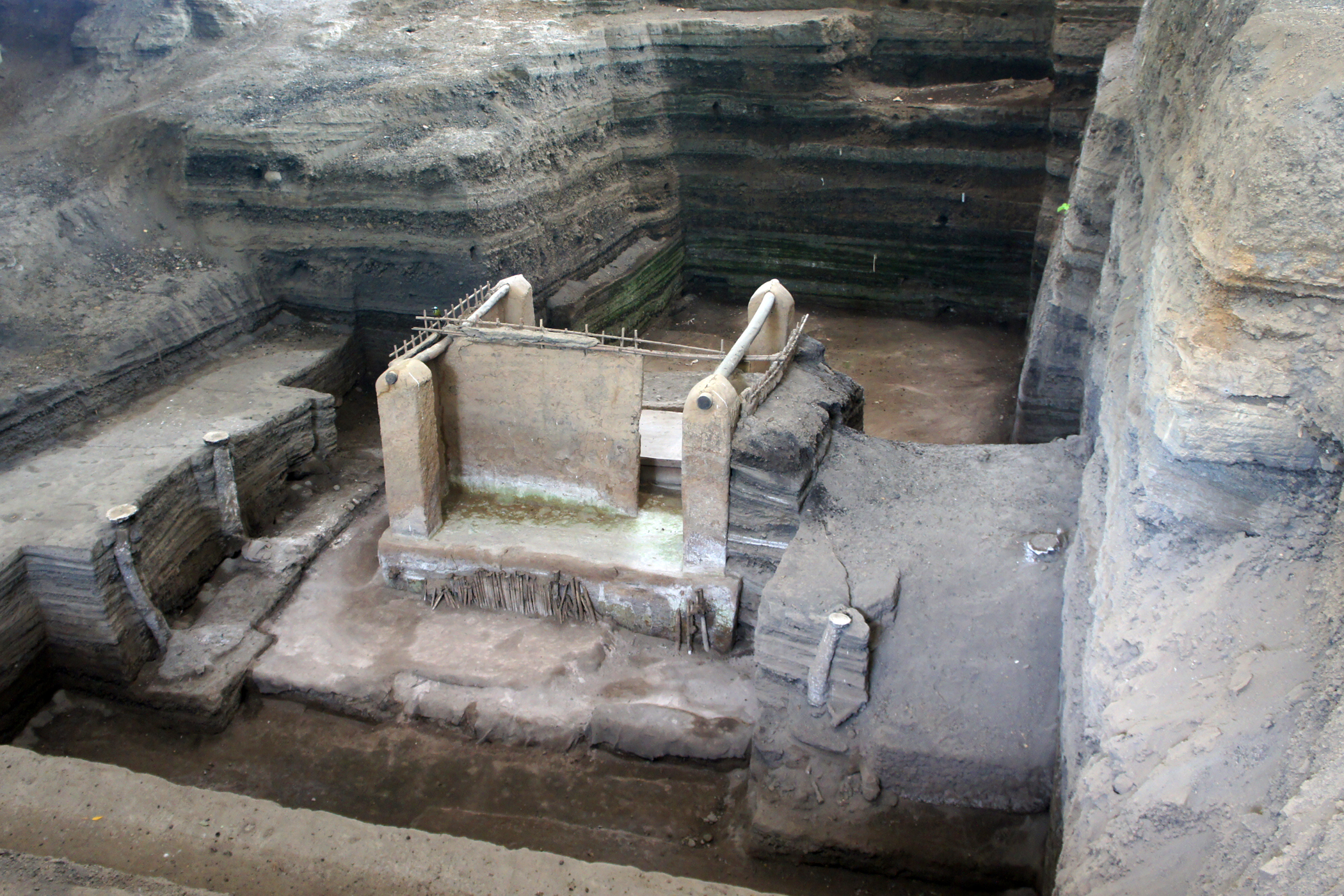
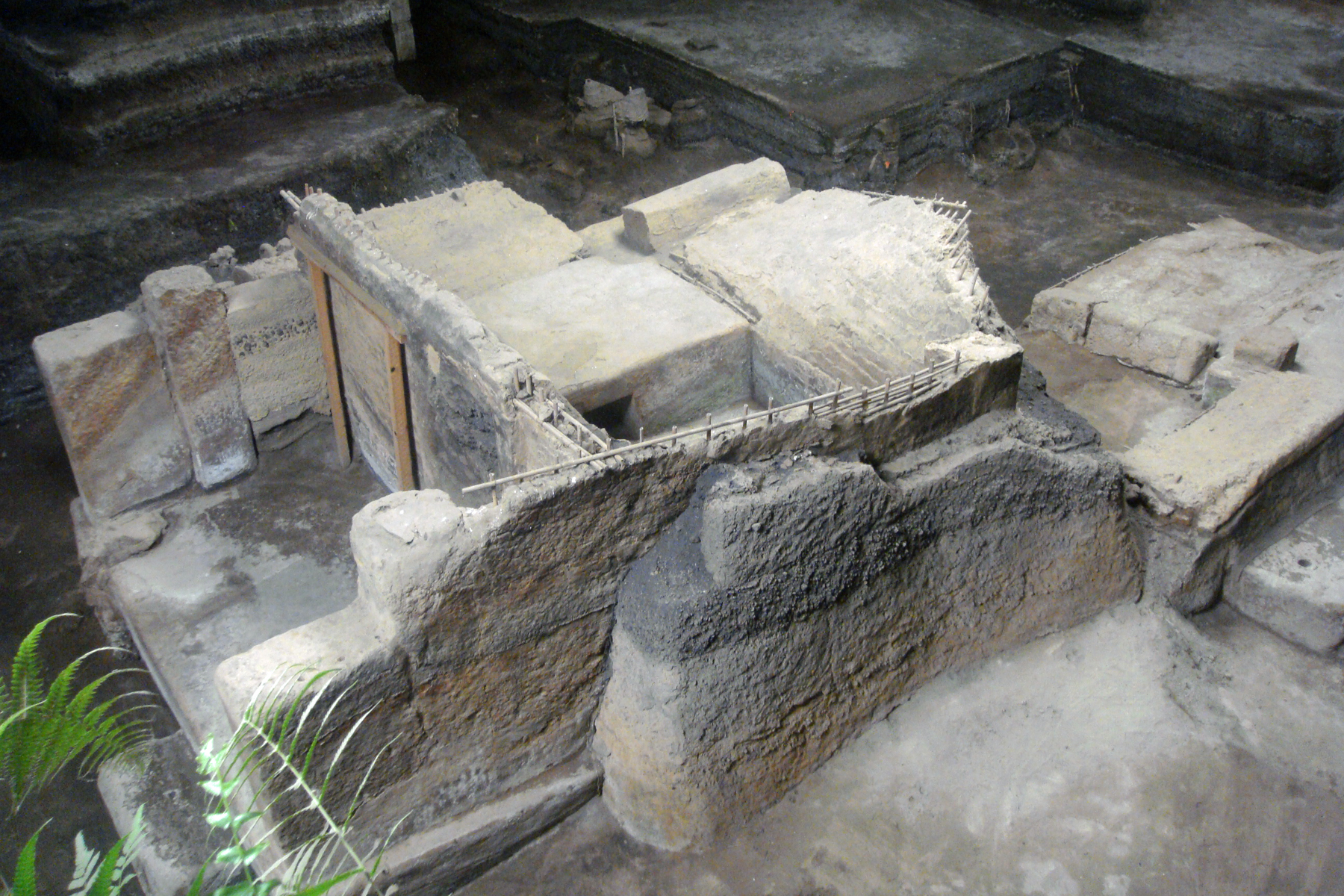

## Fordítás
- Ez a szócikk részben vagy egészben  a   Joya_de_Cerén című angol Wikipédia-szócikk fordításán alapul.  Az eredeti cikk szerkesztőit annak laptörténete sorolja fel. Ez a jelzés csupán a megfogalmazás eredetét és a szerzői jogokat jelzi, nem szolgál a cikkben szereplő információk forrásmegjelöléseként.